# Estelle Nze Minko
Estelle Nze Minko (Saint-Sébastien-sur-Loire, 1991. augusztus 11. –) olimpiai-, világ-, és Európa-bajnok, valamint kétszeres bajnokok ligája-győztes francia válogatott kézilabdázó, irányító-balátlövő, jelenleg a Győri Audi ETO KC játékosa és a francia női kézilabda-válogatott csapatkapitánya. A klubcsapatában és a válogatottban is egyaránt 27-es a mezszáma. 

## Pályafutása

### Klubcsapatban
Estelle Nze Minko Saint-Julien-de-Concellesben nőtt fel, ahol 12 éves korában kezdett kézilabdázni. Első klubja a Nantes volt, innen szerződött a 2009–10-es szezont megelőzően a Toulouse-hoz. 2010 nyarától két éven át a Mios-Biganos csapatában játszott, a klubbal 2011-ben megnyerte az Challenge Cup-ot. 2012-ben a HBC Nîmesnél folytatta pályafutását, majd 2013-ban visszatért a Nantes-hoz. Onnan 2015-ben eligazolt, és a Fleury Loiret vette meg, akikkel Francia Ligakupát nyert. 2016-ban aláírt a Siófok KC-hoz. A siófoki csapatnál 2018 tavaszán meghosszabbította a szerződését.
2019 februárjában vált hivatalossá, hogy a következő szezontól a Győri Audi ETO-ban folytatja pályafutását.

### A válogatottban
Ifjúsági és junior válogatott is volt. 2008-ban U18-as világbajnokságon, 2010-ben pedig az U20-as világbajnokságon is részt vett. 2013 októberében debütált a francia női kézilabda-válogatottban egy Szlovákia elleni Eb-selejtező mérkőzésen. 2014-ben a magyar-horvát közös rendezésű Eb-n a szerbek elleni meccsen egyből fel is hívta magára a figyelmet kiemelkedő teljesítményével, ahol Franciaország végül az ötödik helyet szerezte meg.
Nze Minko játszott a 2015-ös vb-n is, ahol a válogatottal a hetedik helyen végzett. Meghívást kapott az olimpiai játékokra is, ahol ezüstérmet szerzett a válogatott. Meghatározó játékosa volt a 2016-os Eb-nek is. 2017-ben a világbajnokságon a döntőben a norvég válogatottat legyőzve lett világbajnok, míg egy évvel később hazai pályán ünnepelhetett Európa-bajnoki címet. 38 góljával a góllövőlista ötödik helyén végzett.
A 2020-as Európa-bajnokságon ezüstérmes lett a francia válogatottal, és őt választották a torna legértékesebb játékosának is.
A 2021-re halasztott tokiói olimpián aranyérmes lett. Az olimpiai győzelme után Francia Köztársaság Becsületrendjének lovag rangjával tüntették ki.

## Sikerei, díjai
- Világbajnokság
  -  Arany: 2017
  -  Ezüst: 2021
- EHF Challenge Cup
  -  Arany: 2011
- Francia Ligakupa
  -  Arany: 2016
  -  Ezüst: 2013
- EHF-kupa
  -  Arany: 2019
- Bajnokok Ligája
  -  Arany: 2024, 2025
  -  Ezüst: 2022
  -  Bronz: 2021, 2023
- Magyar bajnokság
  -  Arany: 2022, 2023, 2025
  -  Ezüst: 2021, 2024
- Magyar Kupa-győztes
  -  Arany: 2021
  -  Ezüst: 2022, 2023, 2024, 2025

Egyéni
- A 2024-es olimpia All Star csapatának balátlövője.[19]

## Magánélete
Van egy húga, Noemie.